# Мортео (Савона)
Мортео је насеље у Италији у округу Савона, региону Лигурија.
Према процени из 2011. у насељу је живело 249 становника. Насеље се налази на надморској висини од 136 м.